# Forêts de Mormal et de Bois l'Evêque, Bois de la Lanière et Plaine alluviale de la Sambre
Forêts de Mormal et de Bois l'Evêque, Bois de la Lanière et Plaine alluviale de la Sambre este o arie protejată (sit de importanță comunitară — SCI) din Franța întinsă pe o suprafață de 987 ha, integral pe uscat.

## Localizare
Centrul sitului Forêts de Mormal et de Bois l'Evêque, Bois de la Lanière et Plaine alluviale de la Sambre este situat la coordonatele 50°15′02″N 3°47′08″E / 50.25056°N 3.78556°E.

## Înființare
Situl Forêts de Mormal et de Bois l'Evêque, Bois de la Lanière et Plaine alluviale de la Sambre a fost declarat arie specială de conservare în baza directivei 92/43 din 1992 referitoare la conservarea habitatelor naturale și a faunei și florei sălbatice pentru a proteja 4 specii de animale.

## Biodiversitate
Situată în ecoregiunea atlantică, aria protejată conține 8 habitate naturale: Liziere de ierburi înalte hidrofile de câmpie și de nivel montan până la alpin, Păduri de fag acidofile atlantice, cu subarboret de Ilex și, uneori, de asemenea, Taxus, la nivelul arbuștilor (Quercion robori-petraeae sau Ilici-Fagenion), Păduri de fag Asperulo-Fagetum, Păduri de stejar sau de stejar și carpen sub-atlantice și medio-europene de Carpinion betuli, Păduri aluvionare cu Alnus glutinosa și Fraxinus excelsior (Alno-Padion, Alnion incanae, Salicion albae), Pajiști cu Molinia pe soluri calcaroase, turboase sau argilos-nămoloase (Molinion caeruleae), Ape stătătoare oligotrofe până la mezotrofe, cu vegetație de Littorelletea uniflorae și/sau de Isoëto-Nanojuncetea, Fânețe de joasă altitudine (Alopecurus pratensis, Sanguisorba officinalis).
La baza desemnării sitului se află mai multe specii protejate:
- mamifere (2): liliac cu urechi mari (Myotis bechsteinii), liliac comun (Myotis myotis)
- pești (2): zglăvoacă (Cottus gobio), cicar (Lampetra planeri)